# Guy-Dominique Kennel

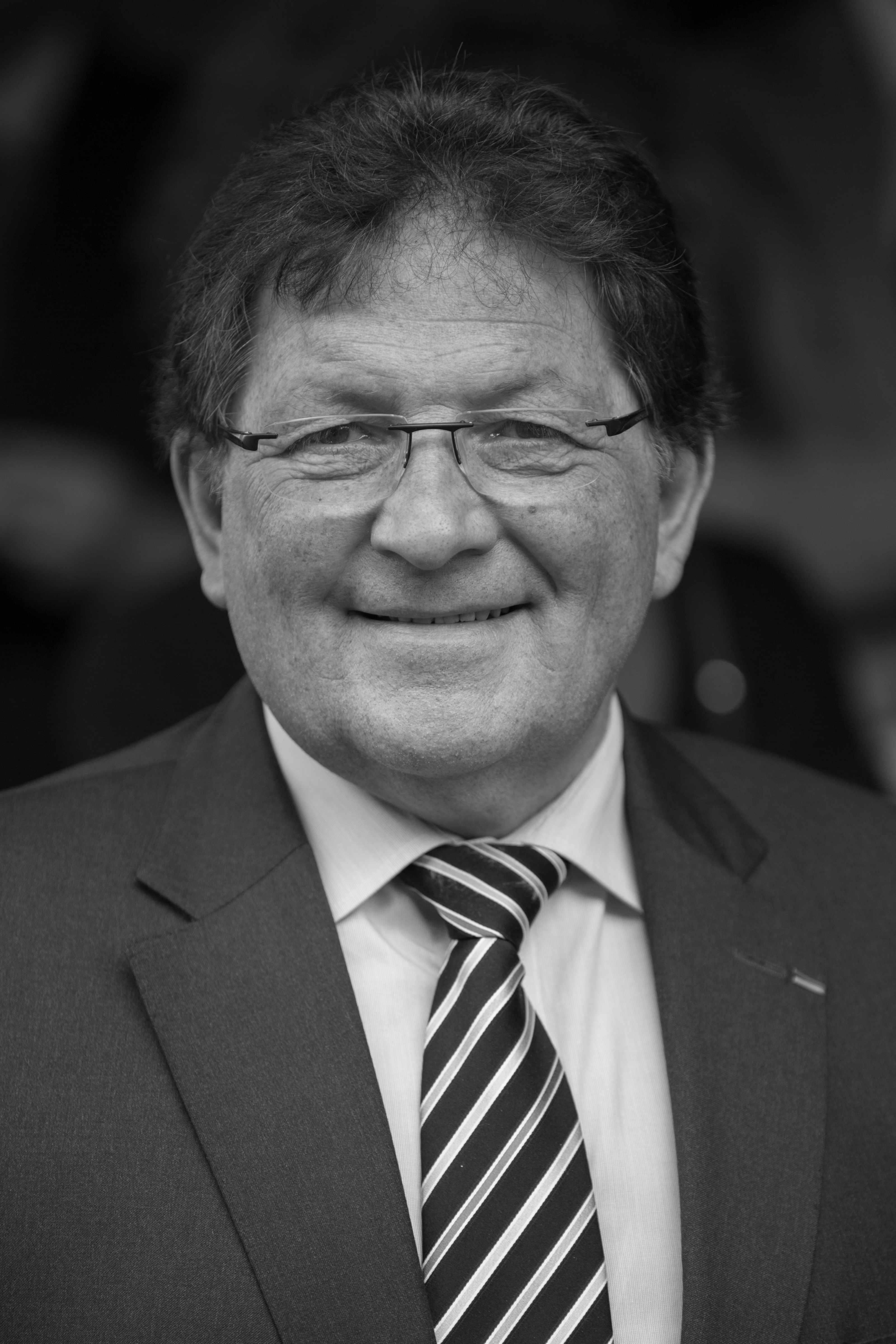
Guy-Dominique Kennel, 2013

Guy-Dominique Kennel (* 14. April 1952 in Straßburg; † 29. April 2024) war ein französischer Politiker der UMP. Er war von 1989 bis 2008 Bürgermeister von Preuschdorf. Von 1992 bis 2015 gehörte er dem Conseil général des Départements Bas-Rhin an, von 2008 bis 2015 war er dessen Präsident (Président du Conseil général du Bas-Rhin). Seit September 2014 vertrat er das Département Bas-Rhin im französischen Senat.
Kennel starb im April 2024 im Alter von 72 Jahren an einer Krebserkrankung.